# Myrmecaelurus cortieri
Myrmecaelurus cortieri är en insektsart som först beskrevs av Navás 1922.  Myrmecaelurus cortieri ingår i släktet Myrmecaelurus och familjen myrlejonsländor. Inga underarter finns listade i Catalogue of Life.